# Gustaf Otto Stenbock

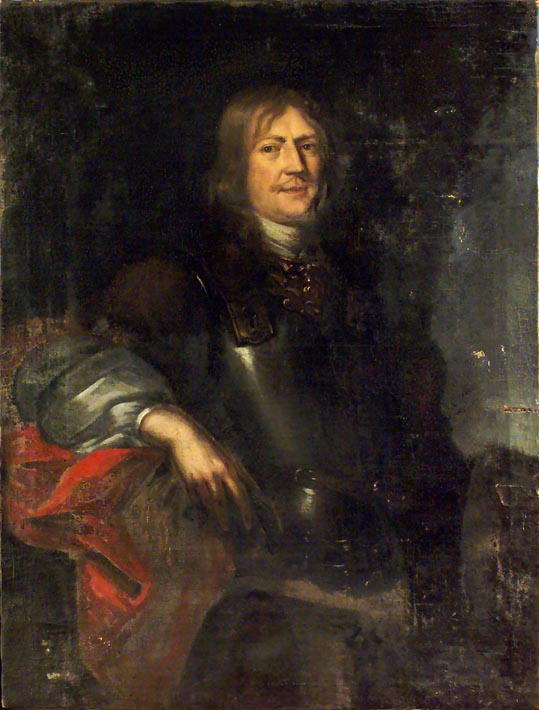
Gustaf Otto Stenbock war 1664–1676 Schwedens letzter Reichsadmiral

Gustaf Otto Gustafsson Stenbock bzw. Gustav Otto Gustavsson Stenbock (* 17. September 1614 in Torpa, Västergötland, Schweden; † 24. September 1685 in Stockholm) war ein schwedischer Offizier und Politiker.

## Leben
Gustav Otto war Angehöriger des schwedischen Adelsgeschlechts Stenbock. Seine Eltern waren der schwedische Reichsrat Gustaf Stenbock (1575–1629) und Beata Margareta Brahe (1583–1645). Somit war er väterlicherseits über seine Großtante, Königin Katharina Stenbock (1535–1621) mit dem schwedischen Königshaus verwandt und stammte mütterlicherseits von Herzog Otto II. von Braunschweig-Harburg (1528–1603) ab. Der schwedische Generalmajor Erik Stenbock (1612–1659) war sein Bruder.
Während des Dreißigjährigen Krieges kämpfte er seit 1633 in Deutschland, nahm 1634 an der Schlacht bei Nördlingen teil und brachte es 1643 zum Generalmajor, 1647 zum Generalleutnant und 1648 zum General der Infanterie. Im Bremisch-Schwedischen Krieg diente er 1654 unter Feldmarschall Königsmarck.
Während des Krieges gegen Polen wurde Stenbock 1656 zum Feldmarschall befördert und kämpfte vereint mit brandenburgischen Truppen in Ostpreußen und Westpreußen, ehe er 1657 gegen Dänemark beordert wurde. Nach dem schwedisch-dänischen Frieden von Roskilde wurde er 1658 Generalgouverneur der neugewonnenen Provinzen Schonen, Halland und Blekinge.
Als Mitglied des Reichsrats, in dem der schwedische Adel die wichtigsten Reichsämter unter sich aufteilte, hoffte Stenbock auf die Berufung zum Reichsmarschall. Doch statt Stenbock wurde 1664 der bisherige Reichsadmiral Carl Gustav Wrangel in dieses einflussreiche Amt berufen, Stenbock erhielt als Entschädigung das Amt des Reichsadmirals. Stenbock galt als erfahrener Feldherr, doch wie auch die beiden Admiralsräte Nils Brahe (1633–1699) und Klas Stiernsköld (1617–1676) hatte er niemals in der Marine gedient. Ihnen alle fehlte seemännische Erfahrung ebenso wie die Fähigkeit zum Führen von Flottenverbänden und sie waren somit für die schwedischen Verluste im Krieg gegen Dänemark und Brandenburg mitverantwortlich.
Die schwedische Marine erlitt ab 1676 mehrere empfindliche Niederlagen gegen die dänische Flotte. Für den schwedischen König Karl XI., der sich grundsätzlich dem Einfluss des vom mächtigen Adel kontrollierten Reichsrats entziehen wollte, war dies ein willkommener Vorwand, Stenbock 1676 seines Amtes zu entheben und das Reichsadmiralsamt abzuschaffen. Auch der Reichskanzler war abgesetzt worden, die neuen Reichsräte waren fortan loyale Beamte des Königs. Stenbock wurde für die dem Heer und der Flotte entstandenen Verluste zu 200.000 Talern Strafe verurteilt. Schon 1677 wurde er vom König wieder rehabilitiert, musste nur 100.000 Taler zahlen und bekam das Kommando über einen Feldzug gegen Norwegen. Zunächst durfte er auch wieder den Titel eines Reichsadmirals führen, ohne dass damit jedoch Befehlsgewalt oder Vollmachten verbunden waren. Schließlich musste Stenbock 1680 endgültig auf den Titel verzichten und führte bis zu seinem Tode formal nur noch den Titel eines „Obersten Admirals“ (öfverste amiral).

## Nachkommen
Gustav Otto war zweimal verheiratet.
In erster Ehe mit Brita Horn von Åminne, Tochter von Claes Horn af Åminne und Sigrid Oxenstierna.
- Christina Catharina Stenbock (1649–1719), ⚭ Anders Torstenson (1641–1686), Generalgouverneur von Estland,
- Magdalena Catharina Stenbock (1649–1719), ⚭ Gustav Mauritz Lewenhaupt
- Carl Otto Stenbock (1653–1697), ⚭ Margareta Soop af Limingo

In zweiter Ehe mit der Gräfin Christina Catharine De la Gardie (1632–1704), Tochter von Jakob De la Gardie. Chistina war in erster Ehe mit Gustaf Adolf Lewenhaupt (1619–1656) verheiratet.
- Beata Margareta Stenbock (1661–1735), ⚭ Gustav Douglas
- Erik Gustaf Stenbock (1662–1722), Generalleutnant in englischen Diensten, ⚭ (I) Johanna Eleonora De la Gardie; ⚭ (II) Ebba Maria Sparre
- Jakob Stenbock (1663–1695), ⚭ Sigrid Magdalena Banér
- Hedvig Eleonora Stenbock (1664–1729), ⚭ Lorentz Creutz der Jüngere
- Magnus Stenbock (1665–1717)
- Charlotta Maria Stenbock (1667–1740), ⚭ Axel Johann Lewenhaupt (1660–1717)